# آملی کوبر
آملی کوبر (آلمانی: Amelie Kober؛ زادهٔ ۱۶ نوامبر ۱۹۸۷) اسنوبردسوار اهل آلمان است.